# Guadalupe (Kalifornija)
Guadalupe je grad u američkoj saveznoj državi Kalifornija. Prema popisu stanovništva iz 2010. u njemu je živjelo 7.080 stanovnika.